# CommunityTSC
CommunityTSC è un progetto di calcolo distribuito per ricercare delle medicine con le quali curare i pazienti affetti da tubercolosi sclerotica complessa (TSC).
Il progetto è in collaborazione con l'Università di Yale, con l'Università medica di Harvard e con il Fox Chase Cancer Center.

## Scopo del progetto
Il progetto è stato fondato dal The Rothberg Institute per testare l'efficacia delle molecole in esame sulla malattia da debellare. Quando si associa una molecola (candidate) con la malattia (targhet), il software calcola un valore di energia di legame. Minore è questo valore più efficace è la medicina. Sono in corso di testing più di 2000 molecole di cui si sta stilando una lista per efficacia. Le molecole migliori verranno usate in test di laboratorio e nella sperimentazione con gli animali.

## Software
Il software del progetto chiamato CommunityTSC Agent è scritto in JAVA, pertanto è multipiattaforma e ed è usabile su GNU/Linux, macOS e Microsoft Windows.
Esiste anche una versione del software in forma di salvaschermo che parte cioè solo quando è in funzione il salvaschermo e si ferma al primo movimento del mouse. Questa versione è disponibile solo per Microsoft Windows.